# Гардоне Ривиера
Гардо̀не Ривиѐра (на италиански: Gardone Riviera, на източноломбардски: Gardù, Гарду) е малко градче и община в Северна Италия, провинция Бреша, регион Ломбардия. Разположено е на 71 m надморска височина, на западния бряг на езеро Гарда. Населението на общината е 2695 души (към 2013 г.).